# Grand Prix Formule 1 van Brazilië 2017
De Grand Prix Formule 1 van Brazilië 2017 werd verreden op 12 november 2017 op het Autódromo José Carlos Pace. Het was de negentiende race van het kampioenschap.

## Achtergrond
Williams-coureur Felipe Massa maakte een week voor de race bekend dat hij aan het eind van 2017 afscheid zou nemen van de Formule 1. Massa zou oorspronkelijk aan het eind van 2016 stoppen, maar ging nog een jaar door nadat zijn voormalige teamgenoot Valtteri Bottas bij Mercedes de gestopte Nico Rosberg mocht vervangen.

## Vrije trainingen

### Uitslagen
- Er wordt enkel de top-5 weergegeven.

| Vrije training 1 | Pos | No | Coureur          | Constructeur       | Tijd     |
| ---------------- | --- | -- | ---------------- | ------------------ | -------- |
| Vrije training 1 | 1   | 44 | Lewis Hamilton   | Mercedes           | 1:09.202 |
| Vrije training 1 | 2   | 77 | Valtteri Bottas  | Mercedes           | 1:09.329 |
| Vrije training 1 | 3   | 7  | Kimi Räikkönen   | Ferrari            | 1:09.744 |
| Vrije training 1 | 4   | 33 | Max Verstappen   | Red Bull-TAG Heuer | 1:09.750 |
| Vrije training 1 | 5   | 3  | Daniel Ricciardo | Red Bull-TAG Heuer | 1:09.828 |
| Vrije training 2 | Pos | No | Coureur          | Constructeur       | Tijd     |
| Vrije training 2 | 1   | 44 | Lewis Hamilton   | Mercedes           | 1:09.515 |
| Vrije training 2 | 2   | 77 | Valtteri Bottas  | Mercedes           | 1:09.563 |
| Vrije training 2 | 3   | 3  | Daniel Ricciardo | Red Bull-TAG Heuer | 1:09.743 |
| Vrije training 2 | 4   | 5  | Sebastian Vettel | Ferrari            | 1:09.875 |
| Vrije training 2 | 5   | 33 | Max Verstappen   | Red Bull-TAG Heuer | 1:09.886 |
| Vrije training 3 | Pos | No | Coureur          | Constructeur       | Tijd     |
| Vrije training 3 | 1   | 77 | Valtteri Bottas  | Mercedes           | 1:09.281 |
| Vrije training 3 | 2   | 44 | Lewis Hamilton   | Mercedes           | 1:09.284 |
| Vrije training 3 | 3   | 7  | Kimi Räikkönen   | Ferrari            | 1:09.326 |
| Vrije training 3 | 4   | 5  | Sebastian Vettel | Ferrari            | 1:09.339 |
| Vrije training 3 | 5   | 3  | Daniel Ricciardo | Red Bull-TAG Heuer | 1:10.244 |

Testcoureurs in vrije training 1:
 George Russell (Force India-Mercedes)
 Charles Leclerc (Sauber-Ferrari)
Testcoureurs in vrije training 2:
 Antonio Giovinazzi (Haas-Ferrari)

## Kwalificatie
Mercedes-coureur Valtteri Bottas behaalde zijn derde pole position van het seizoen. De Ferrari-coureurs Sebastian Vettel en Kimi Räikkönen kwalificeerden zich als tweede en derde, met het Red Bull-duo Max Verstappen en Daniel Ricciardo op de vierde en vijfde plaats. Force India-coureur Sergio Pérez zette de zesde tijd neer, voor McLaren-rijder Fernando Alonso. De Renault-coureurs Nico Hülkenberg en Carlos Sainz jr. en Williams-coureur Felipe Massa sloten de top 10 af.
Na afloop van de kwalificatie ontvingen Daniel Ricciardo en de Toro Rosso-rijders Brendon Hartley en Pierre Gasly respectievelijk tien, tien en vijfentwintig startplaatsen straf omdat zij allemaal meerdere onderdelen van hun motor moesten wisselen. Williams-coureur Lance Stroll kreeg een straf van vijf startplaatsen omdat hij zijn versnellingsbak, die in de derde vrije training kapot ging, moest wisselen. Ook Sauber-coureur Marcus Ericsson moest zijn versnellingsbak wisselen. Lewis Hamilton crashte in het eerste deel van de kwalificatie (Q1) en start zodoende vanaf de laatste plaats. Zijn team koos ervoor om meerdere onderdelen van zijn auto te vervangen, waardoor Hamilton de race vanuit de pitstraat moest aanvangen.

### Kwalificatieuitslag
| Pos                 | No | Coureur           | Constructeur         | Q1        | Q2        | Q3       | Grid |
| ------------------- | -- | ----------------- | -------------------- | --------- | --------- | -------- | ---- |
| 1                   | 77 | Valtteri Bottas   | Mercedes             | 1:09.452  | 1:08.638  | 1:08.322 | 1    |
| 2                   | 5  | Sebastian Vettel  | Ferrari              | 1:09.643  | 1:08.494  | 1:08.360 | 2    |
| 3                   | 7  | Kimi Räikkönen    | Ferrari              | 1:09.405  | 1:09.116  | 1:08.538 | 3    |
| 4                   | 33 | Max Verstappen    | Red Bull-TAG Heuer   | 1:09.820  | 1:09.050  | 1:08.925 | 4    |
| 5                   | 3  | Daniel Ricciardo  | Red Bull-TAG Heuer   | 1:09.828  | 1:09.533  | 1:09.330 | 14   |
| 6                   | 11 | Sergio Pérez      | Force India-Mercedes | 1:10.145  | 1:09.760  | 1:09.598 | 5    |
| 7                   | 14 | Fernando Alonso   | McLaren-Honda        | 1:10.172  | 1:09.593  | 1:09.617 | 6    |
| 8                   | 27 | Nico Hülkenberg   | Renault              | 1:10.078  | 1:09.726  | 1:09.703 | 7    |
| 9                   | 55 | Carlos Sainz jr.  | Renault              | 1:10.227  | 1:09.768  | 1:09.805 | 8    |
| 10                  | 19 | Felipe Massa      | Williams-Mercedes    | 1:09.789  | 1:09.612  | 1:09.841 | 9    |
| 11                  | 31 | Esteban Ocon      | Force India-Mercedes | 1:10.168  | 1:09.830  |          | 10   |
| 12                  | 8  | Romain Grosjean   | Haas-Ferrari         | 1:10.148  | 1:09.879  |          | 11   |
| 13                  | 2  | Stoffel Vandoorne | McLaren-Honda        | 1:10.286  | 1:10.116  |          | 12   |
| 14                  | 20 | Kevin Magnussen   | Haas-Ferrari         | 1:10.521  | 1:10.154  |          | 13   |
| 15                  | 28 | Brendon Hartley   | Toro Rosso           | 1:10.625  | geen tijd |          | 18   |
| 16                  | 94 | Pascal Wehrlein   | Sauber-Ferrari       | 1:10.678  |           |          | 15   |
| 17                  | 10 | Pierre Gasly      | Toro Rosso           | 1:10.686  |           |          | 19   |
| 18                  | 18 | Lance Stroll      | Williams-Mercedes    | 1:10.776  |           |          | 16   |
| 19                  | 9  | Marcus Ericsson   | Sauber-Ferrari       | 1:10.875  |           |          | 17   |
| 107%-tijd: 1:14.263 |    |                   |                      |           |           |          |      |
| 20                  | 44 | Lewis Hamilton    | Mercedes             | geen tijd |           |          | Pit  |

## Wedstrijd
De race werd gewonnen door Sebastian Vettel, die zijn vijfde overwinning van het seizoen behaalde. Valtteri Bottas en Kimi Räikkönen maakten het podium compleet, terwijl laatstgenoemde in de slotfase onder druk stond van de uit de pitstraat gestarte Lewis Hamilton, die als vierde eindigde. Max Verstappen eindigde als vijfde, met teamgenoot Daniel Ricciardo achter zich. Felipe Massa, Fernando Alonso en Sergio Pérez werden respectievelijk zevende, achtste en negende, nadat zij in de laatste ronden met elkaar in gevecht waren. De top 10 werd afgesloten door Nico Hülkenberg.

### Raceuitslag
| Pos. | No. | Coureur           | Constructeur         | Rondes | Tijd/Oorzaak uitval | Grid | Punten |
| ---- | --- | ----------------- | -------------------- | ------ | ------------------- | ---- | ------ |
| 1    | 5   | Sebastian Vettel  | Ferrari              | 71     | 1:31.26.262         | 2    | 25     |
| 2    | 77  | Valtteri Bottas   | Mercedes             | 71     | +2.762              | 1    | 18     |
| 3    | 7   | Kimi Räikkönen    | Ferrari              | 71     | +4.600              | 3    | 15     |
| 4    | 44  | Lewis Hamilton    | Mercedes             | 71     | +5.468              | Pit  | 12     |
| 5    | 33  | Max Verstappen    | Red Bull-TAG Heuer   | 71     | +32.940             | 4    | 10     |
| 6    | 3   | Daniel Ricciardo  | Red Bull-TAG Heuer   | 71     | +48.691             | 14   | 8      |
| 7    | 19  | Felipe Massa      | Williams-Mercedes    | 71     | +1:08.882           | 9    | 6      |
| 8    | 14  | Fernando Alonso   | McLaren-Honda        | 71     | +1:09.363           | 6    | 4      |
| 9    | 11  | Sergio Pérez      | Force India-Mercedes | 71     | +1:09.500           | 5    | 2      |
| 10   | 27  | Nico Hülkenberg   | Renault              | 70     | +1 ronde            | 7    | 1      |
| 11   | 55  | Carlos Sainz jr.  | Renault              | 70     | +1 ronde            | 8    |        |
| 12   | 10  | Pierre Gasly      | Toro Rosso           | 70     | +1 ronde            | 19   |        |
| 13   | 9   | Marcus Ericsson   | Sauber-Ferrari       | 70     | +1 ronde            | 17   |        |
| 14   | 94  | Pascal Wehrlein   | Sauber-Ferrari       | 70     | +1 ronde            | 15   |        |
| 15   | 8   | Romain Grosjean   | Haas-Ferrari         | 69     | +2 ronden           | 11   |        |
| 16   | 18  | Lance Stroll      | Williams-Mercedes    | 69     | +2 ronden           | 16   |        |
| DNF  | 28  | Brendon Hartley   | Toro Rosso           | 40     | Motor               | 18   |        |
| DNF  | 31  | Esteban Ocon      | Force India-Mercedes | 0      | Ongeluk             | 10   |        |
| DNF  | 2   | Stoffel Vandoorne | McLaren-Honda        | 0      | Ongeluk             | 12   |        |
| DNF  | 20  | Kevin Magnussen   | Haas-Ferrari         | 0      | Ongeluk             | 13   |        |

## Tussenstanden Grand Prix
Betreft tussenstanden na afloop van de race.

### Coureurs
| Positie | No. | Rijder           | Team                 | Punten |
| ------- | --- | ---------------- | -------------------- | ------ |
| 01      | 44  | Lewis Hamilton   | Mercedes             | 345    |
| 02      | 5   | Sebastian Vettel | Ferrari              | 302    |
| 03      | 77  | Valtteri Bottas  | Mercedes             | 280    |
| 04      | 3   | Daniel Ricciardo | Red Bull-TAG Heuer   | 200    |
| 05      | 7   | Kimi Räikkönen   | Ferrari              | 193    |
| 06      | 33  | Max Verstappen   | Red Bull-TAG Heuer   | 158    |
| 07      | 11  | Sergio Pérez     | Force India-Mercedes | 94     |
| 08      | 31  | Esteban Ocon     | Force India-Mercedes | 83     |
| 09      | 55  | Carlos Sainz jr. | Renault              | 54     |
| 10      | 19  | Felipe Massa     | Williams-Mercedes    | 42     |

### Constructeurs
| Positie | Team                 | Punten |
| ------- | -------------------- | ------ |
| 01      | Mercedes             | 625    |
| 02      | Ferrari              | 495    |
| 03      | Red Bull-TAG Heuer   | 358    |
| 04      | Force India-Mercedes | 177    |
| 05      | Williams-Mercedes    | 82     |
| 06      | Toro Rosso           | 53     |
| 07      | Renault              | 49     |
| 08      | Haas-Ferrari         | 47     |
| 09      | McLaren-Honda        | 28     |
| 10      | Sauber-Ferrari       | 5      |